# Энтин, Зарий Николаевич
За́рий Никола́евич Э́нтин (15 февраля 1942 — 19 мая 1994) — советский российский легкоатлет и тренер по лёгкой атлетике, специалист по бегу на короткие дистанции. Выступал на всесоюзном уровне в 1960-х годах, бронзовый призёр чемпионата СССР, победитель и призёр первенств всесоюзного значения. Представлял Москву и физкультурно-спортивное общество «Динамо». Мастер спорта СССР. Заслуженный тренер РСФСР. Спорторганизатор.

## Биография
Родился 15 февраля 1942 года в семье волейболиста и видного спортивного организатора Николая Григорьевича Энтина.
Занимался лёгкой атлетикой в Москве, выступал за физкультурно-спортивное общество «Динамо».
Наивысшего успеха в своей спортивной карьере добился в сезоне 1965 года, когда на чемпионате СССР в Алма-Ате вместе с партнёрами по московской команде Александром Братчиковым, Анатолием Безруковым и Виктором Бычковым выиграл бронзовую медаль в зачёте эстафеты 4 × 400 метров, уступив лишь сборным Украинской и Белорусской ССР.
В июле 1966 года одержал победу в беге на 400 метров на соревнованиях в Москве, показав 14-й результат сезона в СССР — 48,1.
В 1967 году завоевал ещё одну золотую награду в дисциплине 400 метров, оказав результат 48,2.
После завершения спортивной карьеры проявил себя как тренер по лёгкой атлетике, работал в Спортивной школе олимпийского резерва имени братьев Знаменских, подготовил ряд титулованных спортсменов, в том числе чемпионку СССР Людмилу Белову (Калугину). Тренировал в числе прочих известного в будущем медиаменеджера Владислава Листьева и его жену Елену, став другом семьи (забирал из роддома их дочь Валерию). За выдающиеся достижения на тренерском поприще удостоен почётного звания «Заслуженный тренер РСФСР».
Занимал должности вице-президента Всероссийской федерации лёгкой атлетики, заместителя директора Центрального спортивного клуба «Россия».
Умер 19 мая 1994 года в возрасте 52 лет. Похоронен на Новом Донском кладбище в Москве.